# Franz August Müller (Fechter)
Franz August Müller (* vor 1920; † nach 1932) war ein deutscher Fechter, der mit dem Fecht-Club Hermannia Frankfurt mehrfacher deutscher Mannschaftsmeister in allen drei Disziplinen (Degen, Florett und Säbel) wurde.
Müller gewann bei den deutschen Einzelmeisterschaften 1920 erstmals eine Bronzemedaille im Floretteinzel, 1924 gewann er eine weitere Bronzemedaille mit dem Florett. Auch mit Säbel und Degen zog er zwischen 1920 und 1924 häufig in die Finalrunde der deutschen Meisterschaften ein.  Bei den Gauverbandsfesten des Gauverbandes mittelrheinischer Fechtclubs belegte er im gleichen Zeitraum mehrere dritte Plätze mit Florett und Säbel.
Als Mitglied der Mannschaft des Fecht-Clubs Hermannia Frankfurt gewann er insgesamt zehn deutsche Mannschaftsmeisterschaften mit allen drei Waffen: 1923, 1924, 1927 und 1932 mit dem Florett, 1923, 1924 und 1932 mit dem Degen, sowie 1921, 1927 und 1932 mit dem Säbel.